# Округ Лаундс (Мисисипи)
Округ Лаундс (енгл. Lowndes County) је округ у америчкој савезној држави Мисисипи.

## Демографија
По попису из 2010. године број становника је 59.779, што је 1.807 (-2,9%) становника мање него 2000. године.
| Група             | 2000.          | 2010.          |
| Белци             | 34.489 (56,0%) | 31.847 (53,3%) |
| Афроамериканци    | 25.594 (41,6%) | 25.993 (43,5%) |
| Азијати           | 333 (0,5%)     | 399 (0,7%)     |
| Хиспаноамериканци | 684 (1,1%)     | 914 (1,5%)     |
| Укупно            | 61.586         | 59.779         |